# Kerstin Torlind
Kerstin Kristina Lindberg Torlind, född den 9 oktober 1903 i Segersta i Hälsingland, död den 15 december 1982 i Bromma församling, Stockholm, var en svensk sångerska (sopran) och sångpedagog. 
Torlind studerade för John Forsell och avlade examen vid Musikkonservatoriet i Stockholm 1924. Torlind var framför allt engagerad som konsert- och oratoriesångerska och en framstående lärare vid Kungliga Musikhögskolan 1958–1969. Hon sjöng sopranpartiet vid uruppförandet av Lars-Erik Larssons Förklädd gud 1940. Hon gifte sig 1929 med Tore Torlind, tonsättare och organist i Tyska kyrkan i Stockholm. Kerstin Torlind är begravd på Segersta kyrkogård.

## Utmärkelser
- Litteris et Artibus 1942
- Ledamot nr 648 av Kungliga Musikaliska Akademien 1950